# Traditio
Traditio ist eine internationale wissenschaftliche Fachzeitschrift, die sich dem Studium der antiken und mittelalterlichen Geschichte, der Geistes- und Ideengeschichte und der Religion widmet. Die Zeitschrift erscheint jährlich seit 1943 an der Fordham University, einer katholischen Universität in New York. Thematische Schwerpunkte liegen bei der Textedition und Studien zur Geschichte, Literatur, Philosophie, Theologie und Kunstgeschichte im Zeitraum von der Antike und frühes Christentum bis zum Mittelalter (bis ca. zum Jahr 1500). Obwohl auch Beiträge in anderen Sprachen (Deutsch, Französisch, Italienisch und Spanisch) aufgenommen werden, publiziert die Zeitschrift vorwiegend in englischer Sprache.